# Baywatch (Film)
Baywatch ist eine US-amerikanische Filmkomödie des Regisseurs Seth Gordon aus dem Jahr 2017, welche am 26. Mai 2017 in die US-amerikanischen und am 1. Juni 2017 in die deutschen Kinos kam. Der Film knüpft an die Handlung der Fernsehserie Baywatch – Die Rettungsschwimmer von Malibu an, die zwischen 1989 und 2001 in vielen Ländern ausgestrahlt wurde und zu einem Klassiker der Fernsehgeschichte avancierte. Während die Originalserie während der ersten zehn Jahre in Malibu und zuletzt auf Hawaii angesiedelt war, wurde die Filmadaption an der Ostküste der Vereinigten Staaten gedreht. Handlungsort ist die fiktive Ortschaft Emerald Bay in der realen Region Broward County, Florida. Die Hauptrollen haben Dwayne Johnson, Zac Efron, Alexandra Daddario, Kelly Rohrbach, Jon Bass und Priyanka Chopra übernommen. David Hasselhoff und Pamela Anderson, die Stars aus der Fernsehserie, haben Gastauftritte im Film.

## Handlung
Mitch Buchannon ist Leiter eines Teams von Rettungsschwimmern. Eines Tages stößt der Neuzugang Matt Brody, einst olympischer Schwimmer, zum Team hinzu. Mitch ist zwar der Meinung, die Aufnahme in sein Team müsse er sich erst verdienen, doch auf ausdrücklichen Wunsch seines Chefs, Captain Thorpe, bleibt ihm keine andere Wahl. Mitch sieht ein wenig seine Autorität untergraben und fordert Matt zu einem sportlichen Zweikampf heraus. Gegen den durchtrainierten Mitch hat Matt keine Chance und selbst bei einem ersten Rettungseinsatz gelingt es dem Neuling nicht, Mitch zu überzeugen. Bei ihrem nächsten Einsatz wird es dann sogar gefährlich, als Personen von einer brennenden Yacht gerettet werden müssen. Auch bei diesem Ernstfall kann Matt noch immer nicht überzeugen und er muss erkennen, dass er tatsächlich noch viel lernen muss, bis er ein vollwertiger Rettungsschwimmer ist.
Doch all diese Probleme werden zweitrangig, als Mitch und sein Team, bestehend aus der attraktiven Stephanie, der Sexbombe C. J. und den Neulingen Matt, Summer und Ronnie, einer kriminellen Verschwörung um Victoria Leeds auf die Spur kommen. Diese versucht, durch Drogenhandel und Bestechung die Grundstücke an der Küste zu übernehmen. Alles beginnt mit dem Fund eines kleinen Beutels mit Drogen in der Nähe des Huntley-Clubs, der bereits im Besitz von Victoria Leeds ist. Da Mitch schon eine Weile den Verdacht hat, dass an „seinem Strand“ mit Drogen gedealt wird, nimmt er den Fund zum Anlass, sich mit seinem Team abends im Huntley-Club unter die Gäste zu mischen. Während Ronnie mit seinem Komikertalent Victoria Leeds ablenken soll, wollen sich Mitch und Summer näher umsehen. Doch aufgrund der noch immer bestehenden Rivalität zwischen Mitch und Matt schlägt die Unternehmung fehl. Mitch ist sogar so weit, dass er Matt aus dem Team werfen will, weil dieser sich nicht unterordnen kann. Er gibt dem Neuling jedoch noch ein Chance, denn er will nachweisen, dass der unerwartet zu Tode gekommene Stadtrat Rodriguez ermordet wurde. Dazu brechen sie in die Leichenhalle des Krankenhauses ein. Sie finden zwar einen gefälschten Obduktionsbericht, werden aber letztendlich von Rodriguez’ Mördern entdeckt, die jegliche Beweise zerstören. Somit hat die Polizei offiziell auch nichts gegen die beiden Täter in der Hand und muss sie freilassen.
Mitch gibt aber nicht auf. Als er beobachtet, wie seltsam große Fässer mit Fisch zum Huntley-Club geliefert werden, geht er dem auf den Grund und kann zusammen mit Matt beobachten, wie Victoria Leeds’ Leute große Mengen Drogenpackungen aus den Fässern fischen. Der Versuch, die Polizei zu rufen, schlägt fehl, weil gerade eine Leiche an „Mitchs Strand“ gespült wurde und man hier beschäftigt ist. Mitchs Boss, Captain Thorpe, ist verärgert, dass die Rettungsschwimmer nicht an ihrem zuständigen Platz waren und entlässt Mitch auf der Stelle. Er übergibt Matt die Verantwortung für das Team. Nun schlüpft Matt in Mitchs Fußstapfen und führt seine Ermittlungen heimlich weiter. Er stiehlt die Unterlagen zu der letzten Leiche und findet heraus, dass der Verstorbene nicht Opfer eines Haiangriffes wurde, sondern bereits tot war, bevor er ins Meer geworfen wurde. Als Ronnie das Opfer als seinen Freund Dave erkennt, hilft er Matt, sich in Leeds’ Computernetzwerk zu hacken, was ihnen ihren Plan offenbart, sich den gesamten Strand anzueignen, indem sie systematisch jeden noch vorhandenen Grundstücksinhaber zum Verkauf nötigt oder notfalls eliminiert.
Um endgültige Beweise zu finden, mogelt sich das Team unter die Partygäste auf Leeds’ persönlicher Yacht und entdeckt, dass der Rumpf benutzt wird, um die Drogen zu schmuggeln. Matt wird jedoch entdeckt, in einen Köderkäfig gesteckt und ins Meer geworfen. Kurz bevor er das Bewusstsein verliert, rettet ihn Mitch, der ihnen heimlich gefolgt war. Das noch auf der Yacht befindliche Team versucht, das vorbereitete Feuerwerk zu entzünden, damit Leeds daran gehindert wird, sich mit einem Hubschrauber abzusetzen.
Zurück am Strand werden Leeds und ihre Handlanger in Gewahrsam genommen und Captain Thorpe, der mit in Leeds’ Geschäfte verwickelt ist, wird verhaftet. Mitch wird rehabilitiert und Matt, der seine Rettungsschwimmer-Qualitäten unter Beweis stellen konnte, fest ins Team aufgenommen.

## Produktion

### Produktionsgeschichte
Im September 2012 wurde die geplante Neuauflage von Baywatch – Die Rettungsschwimmer von Malibu als Film bekannt. Dieser sollte an die Handlung der Fernsehserie anknüpfen, die zwischen 1989 und 2001 in vielen Ländern ausgestrahlt wurde und in den 1990er Jahren zu einer Kultserie und zu einem Klassiker der Fernsehgeschichte avancierte, weil darin die persönlichen Beziehungen sowie der Lifestyle der einzelnen Mitglieder eine wichtige Rolle spielten.

### Stab und Besetzung

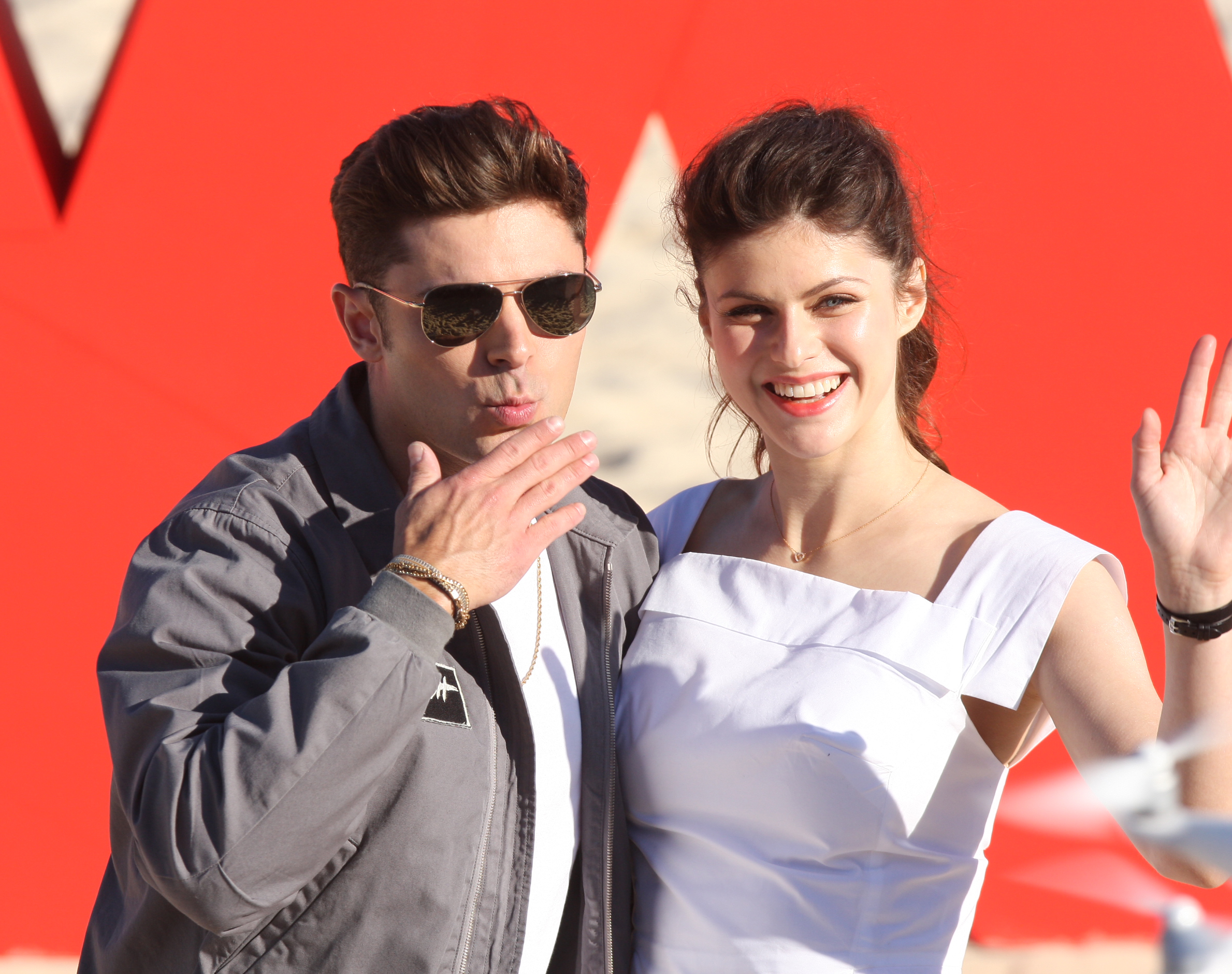
Zac Efron und Alexandra Daddario

Zwei Jahre nach dem Bekanntwerden der Serienverfilmung wurde die Hauptrolle an Dwayne Johnson vergeben, der die Rolle des Mitch Buchannon übernahm, die in der Fernsehserie von David Hasselhoff gespielt worden war. Im Juli 2015 wurde Seth Gordon als Regisseur verpflichtet. Einen Monat später wurde Zac Efron für die zweite männliche Hauptrolle gecastet. Für die weibliche Hauptrolle hatten sich neben Alexandra Daddario auch noch Ashley Benson, Nina Dobrev, Alexandra Shipp, Shelley Hennig, Bianca A. Santos und Denyse Tontz beworben. Anfang 2016 wurde die in der Serie von Pamela Anderson dargestellte Rolle der C. J. Parker an Kelly Rohrbach vergeben. Kurz vor Drehbeginn erhielt Priyanka Chopra die Rolle der Antagonistin Victoria Leeds. Die Rolle war ursprünglich für einen Mann geschrieben, bevor sie umgeschrieben wurde.

### Dreharbeiten

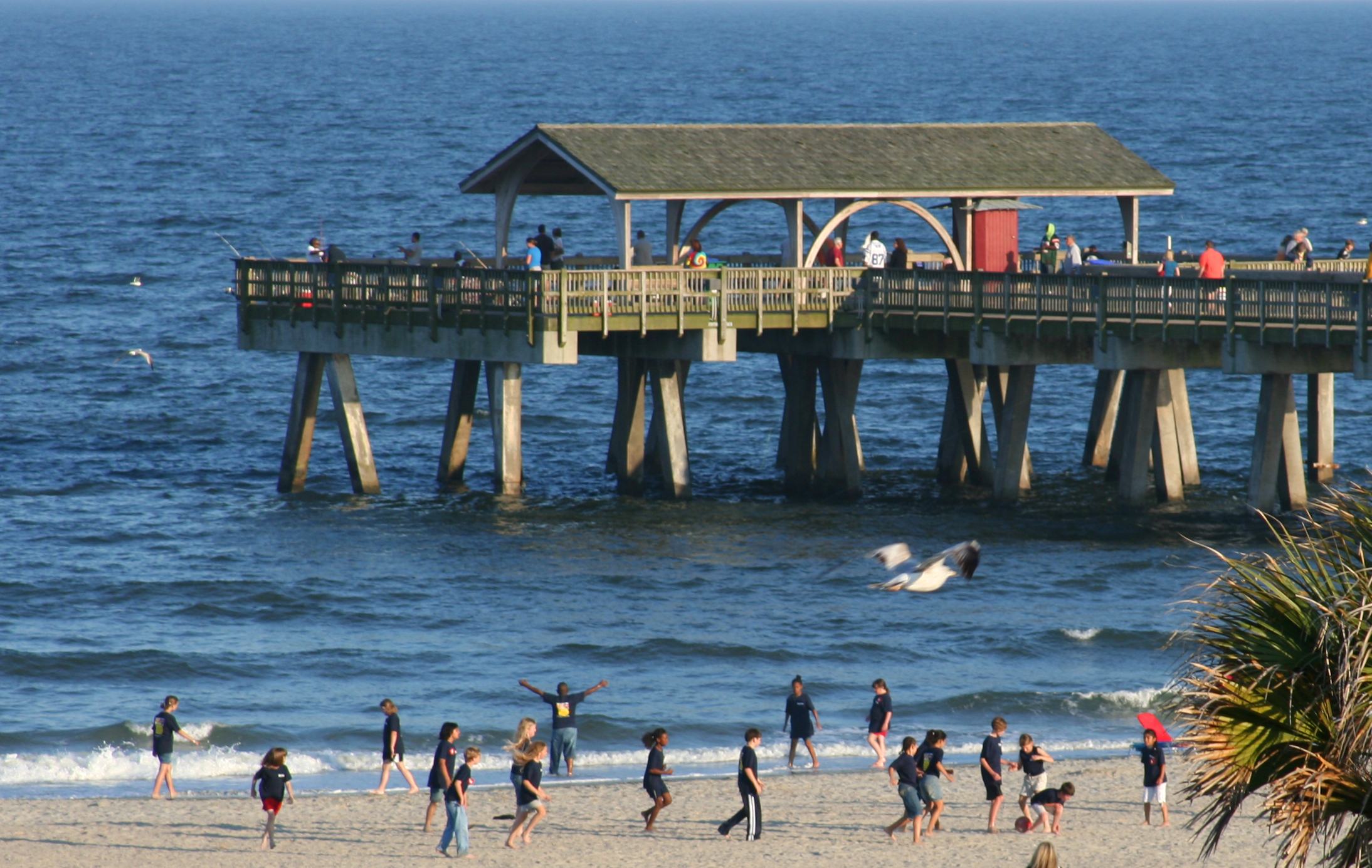
Der Strand von Tybee Island

Während die Originalserie noch in Malibu und auf Hawaii angesiedelt war, fanden die Dreharbeiten zur filmischen Neuauflage an der US-amerikanischen Ostküste statt. Sie begannen am 22. Februar 2016 in Deerfield Beach im Palm Beach County und fanden im weiteren Verlauf im benachbarten Broward County statt. Weitere Drehorte in Florida waren Miami und Palm Beach. Im Frühjahr 2016 fanden die Dreharbeiten in Savannah und ab Ende März 2016 auf Tybee Island in der Nähe des Tybee Island Marine Science Centers, des Fort Pulaski National Monuments und des Lighthouse Museums statt.

## Synchronisation
Die deutschsprachige Synchronisation entstand durch die Berliner Synchron GmbH nach einem Dialogbuch von Tobias Neumann unter der Dialogregie von Kim Hasper.
| Rolle            | Schauspieler       | Synchronsprecher |
| ---------------- | ------------------ | ---------------- |
| Mitch Buchannon  | Dwayne Johnson     | Ingo Albrecht    |
| Matt Brody       | Zac Efron          | Daniel Schlauch  |
| Ronnie Greenbaum | Jon Bass           | Tobias Müller    |
| Victoria Leeds   | Priyanka Chopra    | Sonja Spuhl      |
| Summer Quinn     | Alexandra Daddario | Esra Vural       |
| C. J. Parker     | Kelly Rohrbach     | Tanya Kahana     |
| Stephanie Holden | Ilfenesh Hadera    | Melanie Hinze    |
| Captain Thorpe   | Rob Huebel         | Marcus Off       |
| Frankie          | Amin Joseph        | Matti Klemm      |
| Billy            | Jackson Geach      | Bennett Schwier  |
| Amber            | Izabel Goulart     | Alice Bauer      |
| Mitch            | David Hasselhoff   | Frank Muth       |

## Marketing und Veröffentlichung
Die ersten Trailer wurden im Dezember 2016 veröffentlicht.
Ursprünglich sollte der Film am 19. Mai 2017 in die US-amerikanischen Kinos kommen, bevor der Starttermin auf den 26. Mai verschoben wurde. In Deutschland startete der Film am 1. Juni 2017.
Die Extended Version des Films ist annähernd fünf Minuten länger als die Kinofassung.
In Deutschland verzeichnet der Film bislang 1.973.845 Besucher. Die weltweiten Einnahmen aus Kinovorführungen liegen bei 177.856.751 US-Dollar.

## Kritik
Der Filmdienst, aus dem sich das Lexikon des Internationalen Films speist, vergab einen von fünf möglichen Sternen und beurteilte den Film ablehnend als „Oberflächliche Kinoversion“ der Fernsehserie, „die keine überzeugende Linie findet. Die Krimihandlung mit holzschnittartigen Bösewichtern, übertriebener Gewalt und einer banalen Auflösung ist aufgesetzt, der Humor mitunter pubertär.“

## Trivia
- Mitch Buchannon spricht Matt Brody zu Beginn des Films als „High School Musical“ an, dies spielt auf die bekannte Rolle von Matt-Brody-Darsteller Zac Efron im gleichnamigen Film an. Im weiteren Verlauf gibt er ihm immer andere Spitznamen aus der Popkultur. Erst nach dem Showdown nennt er ihn erstmals beim richtigen Vornamen.
- Der Parcours, den Brody für den Einstellungstest für Rettungsschwimmer hält, stammt aus der Sendung Ninja Warrior.
- Matt Brody vergleicht das Vorhaben, im Fall der Drogenfunde in der Bay eigenhändig Ermittlungen durchzuführen, mit der Handlung einer unterhaltsamen, aber verrückten TV-Serie, dies spielt auf das Serienvorbild des Films an.
- Als Running Gag weisen verschiedene Personen immer wieder darauf hin, dass die Rettungsschwimmer keine polizeiliche Ermittlungsarbeit leisten können beziehungsweise dürfen.
- Dwayne Johnson und Alexandra Daddario standen bereits 2015 für den Katastrophenfilm San Andreas gemeinsam vor der Kamera.
- Da sowohl Johnson als auch Hasselhoff die Rolle des Mitch Buchannon verkörpern, sprechen sich beide beim direkten Zusammentreffen nur mit dem Vornamen an. In der Post-Credit-Szene unterhalten sich beide darüber, dass sie zwar die gleiche Rolle spielen, Hasselhoff aber dennoch in einem möglichen Sequel mitspielen müsse.
- Kelly Rohrbach und Pamela Anderson spielen beide die Rolle C. J. Parker. Während Rohrbach, wie Anderson in der Serie, stets nur mit „C. J.“ angesprochen wird, wird Anderson von Johnson mit dem vollen Namen „Casey Jean“ vorgestellt, die seit zwei Jahren Leiterin der Rettungsschwimmer auf Hawaii sei, als Anspielung auf die letzten beiden Staffeln der Serie.
- Während Erotik und Sexualität in der Serie eher beiläufig und hintergründig gehandhabt wurden, enthält der Filme einige sehr direkte sexuelle Anspielungen sowie obszöne Gags. Auch Action- und Kampfszenen sind ausgeprägter als in der Serienvorlage. Dennoch erhielt man in Deutschland eine Altersfreigabe ab 12 Jahren.